# Bissy-la-Mâconnaise
Bissy-la-Mâconnaise è un comune francese di 215 abitanti situato nel dipartimento della Saona e Loira nella regione della Borgogna-Franca Contea.

## Società

### Evoluzione demografica
Abitanti censiti